# خديجة بن قنة
خديجة بن قنة (مواليد الجزائر العاصمة في الجزائر، 1965 م) مذيعة أخبار وإعلامية جزائرية تعمل في قناة الجزيرة الفضائية في قطر، تخرجت من معهد الإعلام بجامعة الجزائر من قسم الإذاعة والتلفزة، ثم التحقت بمعهد اللوفر لتكوين الصحفيين المحترفين في باريس.وتعد واحدة من أبرز مذيعات قناة الجزيرة

## النشأة والتعليم
نشأت في أسرة جزائرية مثقفة بين تسعة اخوة وأخوات، التحقت بمدرسة لتعلم القرآن الكريم في طفولتها. التحقت بمعهد العلوم السياسية ومعهد علوم الإعلام والاتصال في جامعة الجزائر.

## رحلة عملها
بدأت العمل منتصف الثمانينات أثناء دراستها في الجامعة حيث عملت في الإذاعة الجزائرية ثم انتقلت للعمل في التلفزيون الجزائري مذيعة للنشرة الرئيسية نشرة الساعة الثامنة مساء. بالإضافة إلى التغطية الخارجية. وشاركت في تقديم العديد من البرامج السياسية حول الشؤون الجزائرية واغتيال الرئيس الجزائري الأسبق محمد بوضياف وانطلاق العشرية السوداء في الجزائر كما شاركت في تغطية حرب الخليج الأولى في تلك الفترة. ثم انتقلت للعمل في إذاعة سويسرا العالمية في سويسرا لعدة سنوات. في 2012 أعلن نظام بشار الأسد في سوريا منعها من دخول سوريا.

## مع قناة الجزيرة
انتقلت من سويسرا لتعمل في قطر في قناة الجزيرة الاخبارية حيث عملت مقدمة للأخبار ولبرامج حوارية متعددة عندما تأسست الجزيرة وبدأ بثها عام 1996، فهي من الجيل المؤسس في قناة الجزيرة.
شاركت خديجة في قناة الجزيرة القطرية في تغطية الكثير من الأحداث الساخنة والحروب مثل: الحرب على أفغانستان، الحرب على العراق، حرب لبنان، الانتفاضة الفلسطينية الثانية.

### برامجها على قناة الجزيرة
قدمت خديجة بن قنة العديد من البرامج السياسية والدينية والاجتماعية في قناة الجزيرة منها:
- برنامج «ما وراء الخبر» وهو برنامج سياسي يومي ما زالت تقدمه حتى اليوم.
- برنامج «الشريعة والحياة» وهو برنامج حواري ديني أسبوعي قدّمته لمدة سنة كاملة.
- برنامج«للنساء فقط» وهو برنامج حواري اجتماعي أسبوعي كانت تقوم بإعداده وتقديمه لمدة سنة كاملة.
- برنامج «بودكاست».[3]

كما قامت خديجة بن قنة بإنجاز العديد من المقابلات مع شخصيات سياسية وعلمية وصناع القرار، مثل:
- مقابلة مع موزة بنت ناصر المسند زوجة حاكم قطر.
- مقابلة مع رئيس وزراء فرنسا السابق دومينيك دو فيلبان.
- مقابلة مع معمر القذافي.
- مقابلة مع الدكتور أحمد زويل الحائز على جائزة نوبل في الكيمياء.
- مقابلة مع وزير الدفاع الفرنسي الأسبق آلان ريشارد.
- مقابلة مع كارلا ساركوزي.
- مقابلة مع الرئيس الإيراني الأسبق محمود أحمدي نجاد.
- مقابلة مع الرئيس المصري الأسبق محمد مرسي.
- مقابلة مع المفكر الإسلامي الدكتور حسن عبد الله الترابي.
- مقابلة مع الرئيس التركي رجب طيب اردوغان

## جوائز
- في 2014 فازت خديجة بن قنة بوسام التميز لأكثر الشخصيات تأثيرا في العالم في مجال الاعلام، خلال التصويت الذي دشنه المجلس الدولي لحقوق الإنسان والتحكيم والدراسات السياسية والاستراتيجية.

## روابط خارجية
- خديجة بن قنة - موسوعة الجزيرة